# Ida-Ehre-Platz
Der Ida-Ehre-Platz ist der Schauspielerin, Regisseurin und Theaterleiterin und Ehrenbürgerin der Stadt Hamburg Ida Ehre gewidmet. Der Senat der Freien und Hansestadt Hamburg beschloss im Jahr 1999, einen Platz nach ihr zu benennen, um ihr Lebenswerk zu würdigen und an ihre Verdienste um den kulturellen Wiederaufbau Hamburgs nach dem Kriege zu erinnern. Dazu wurde der südlich der Mönckebergstraße gelegene Platz, der bis dahin Teil des Gerhart-Hauptmann-Platzes war, zum Ida-Ehre-Platz umgewidmet.
Der Platz wird im Süden abgegrenzt durch die Straße Speersort und das dortige Gebäude des Zeitverlags. Die Umbenennung trat amtlich zum 100. Geburtstag von Ida Ehre, dem 9. Juli 2000 in Kraft.

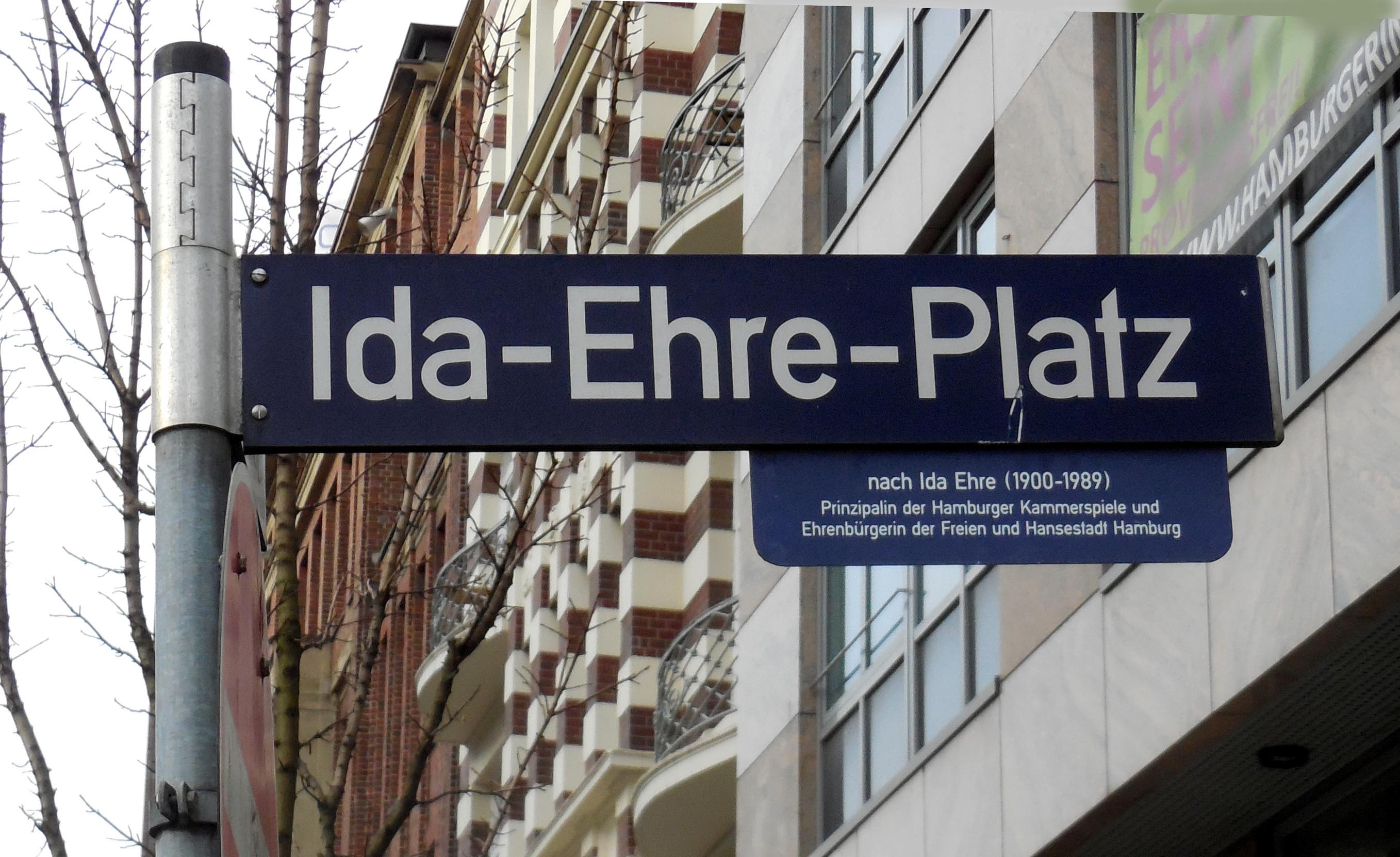
Namensschild mit Widmung
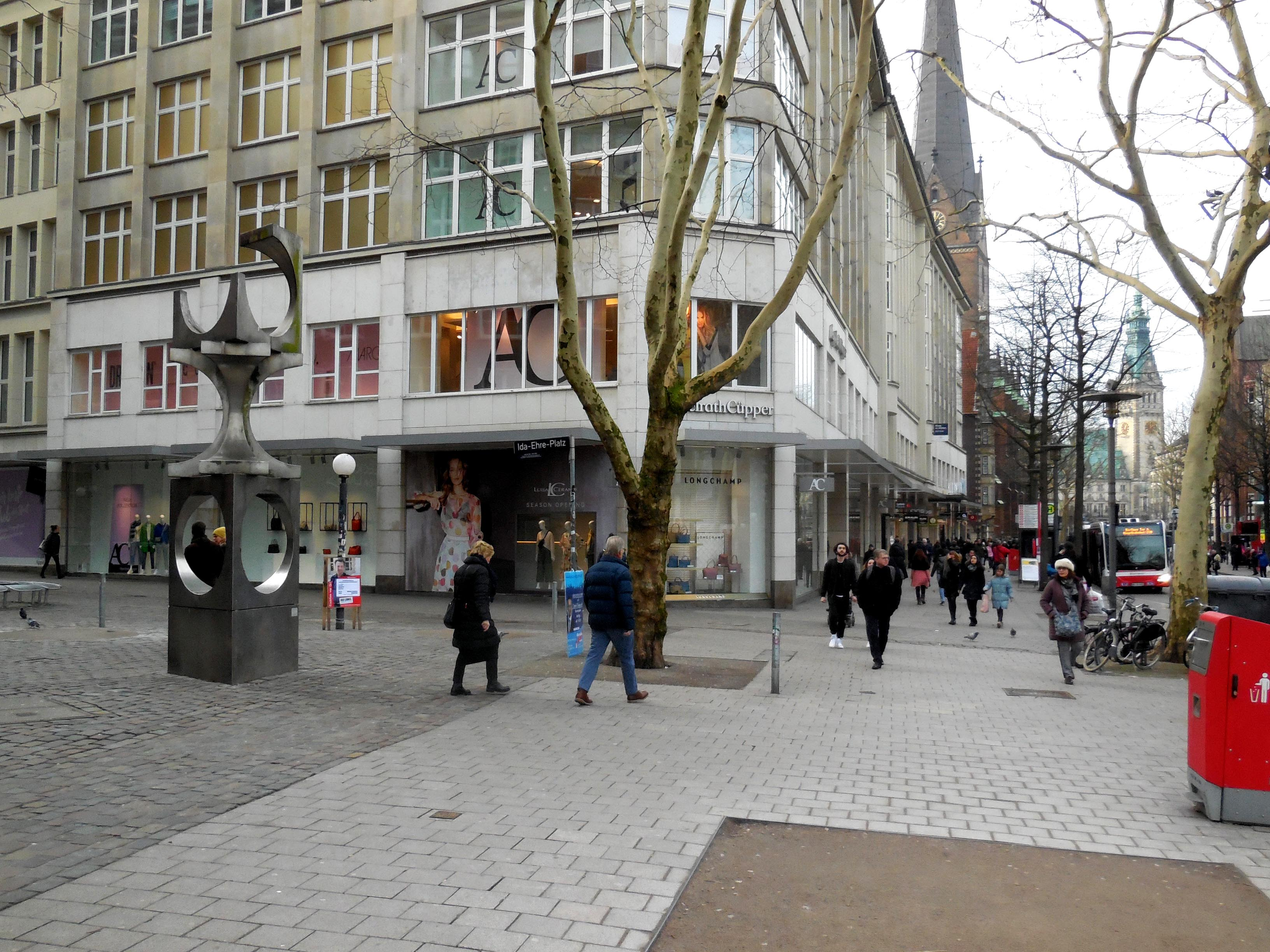
Blick in Richtung West
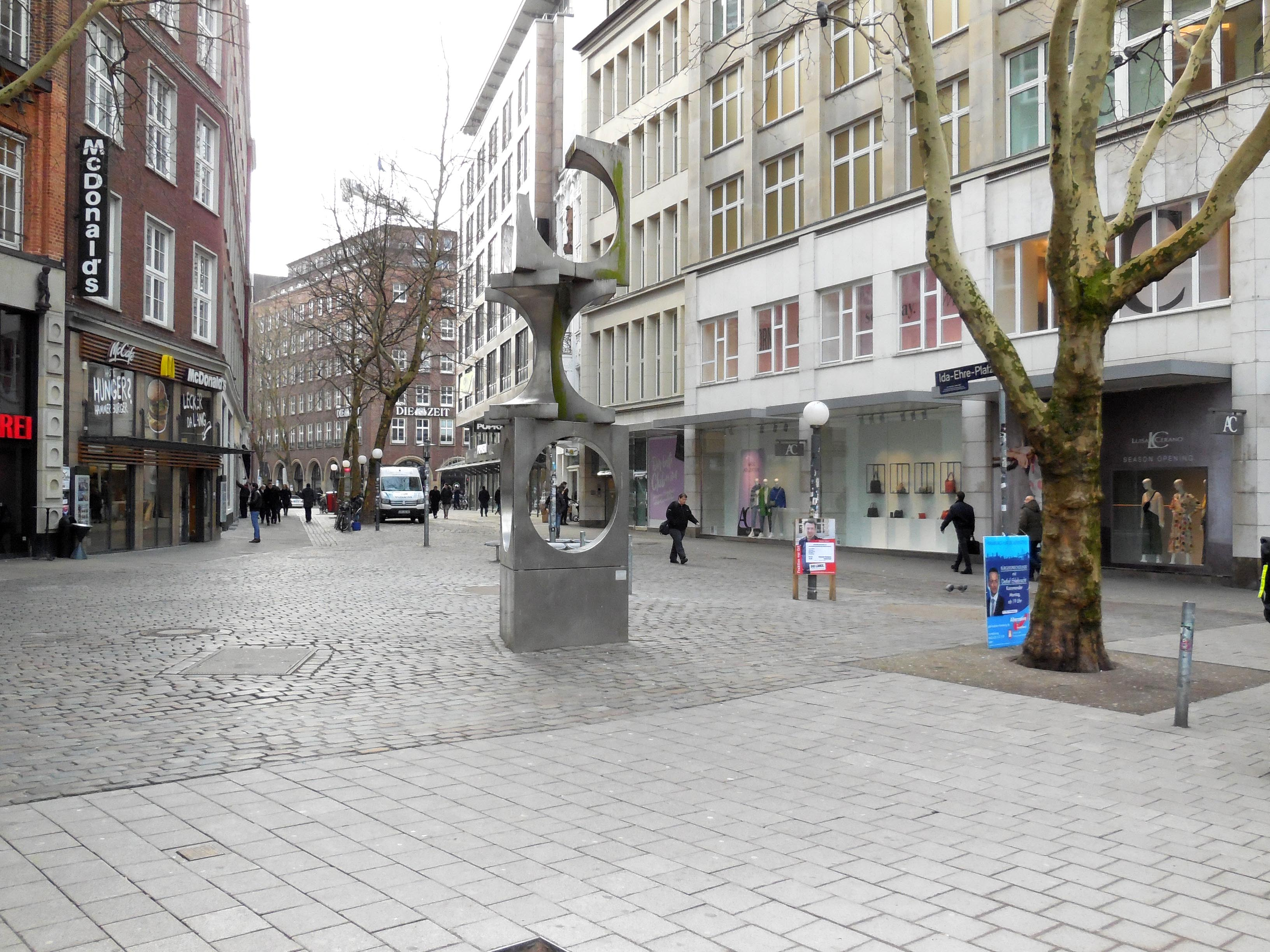
Ida-Ehre-Platz
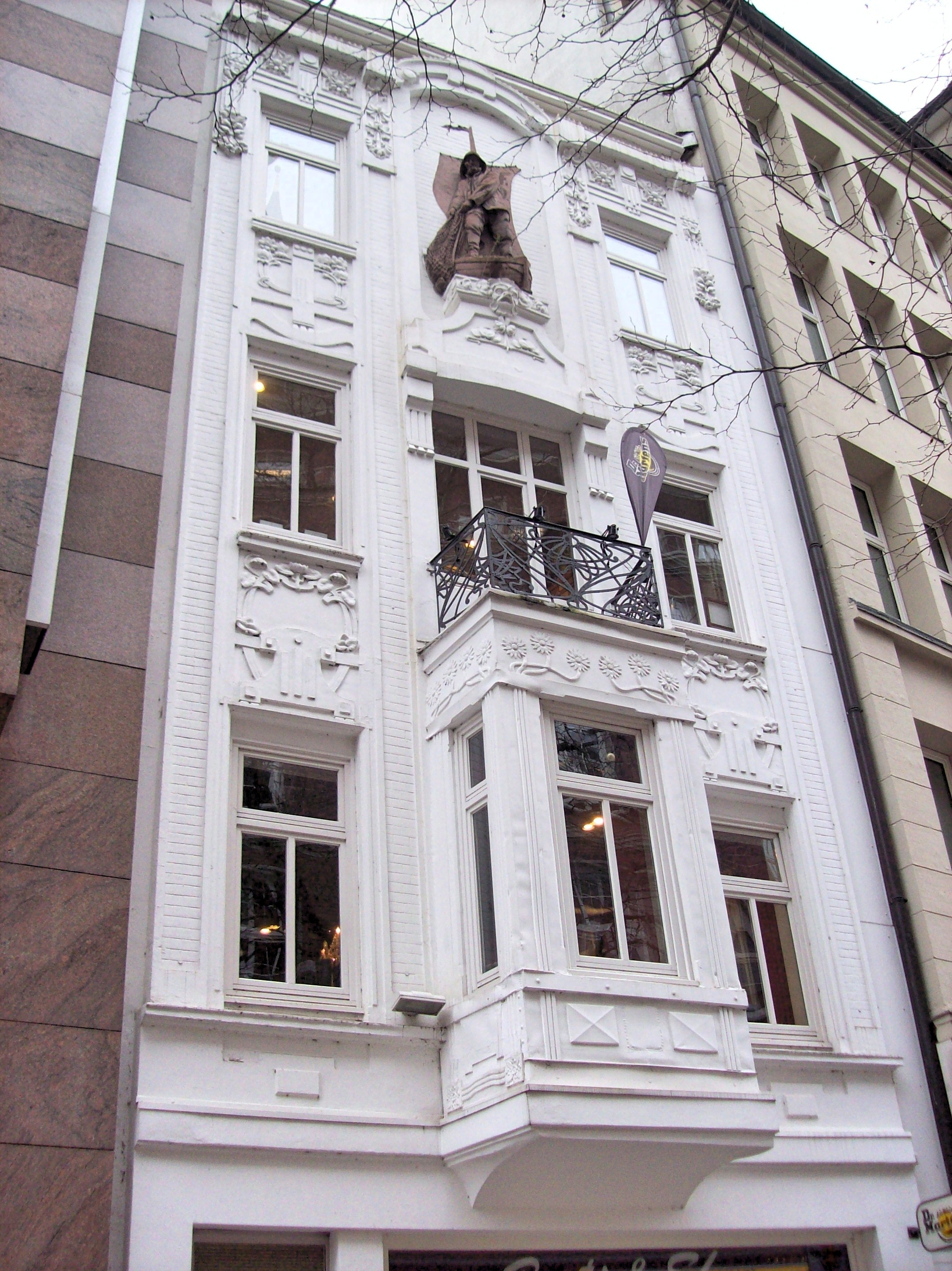
Nr. 9 – Jugendstilfassade mit Fischkutter-Relief
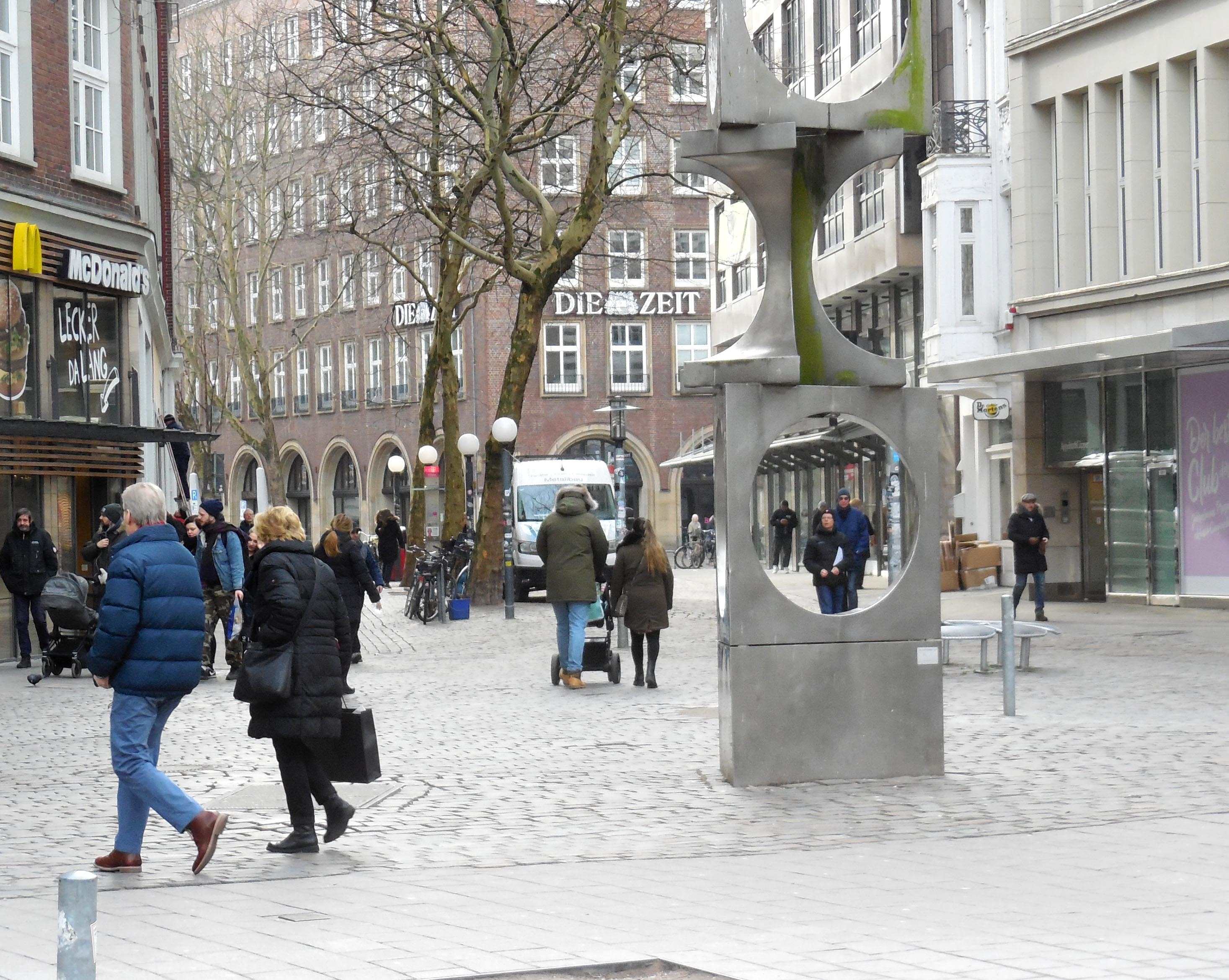
Blick in Richtung Süd
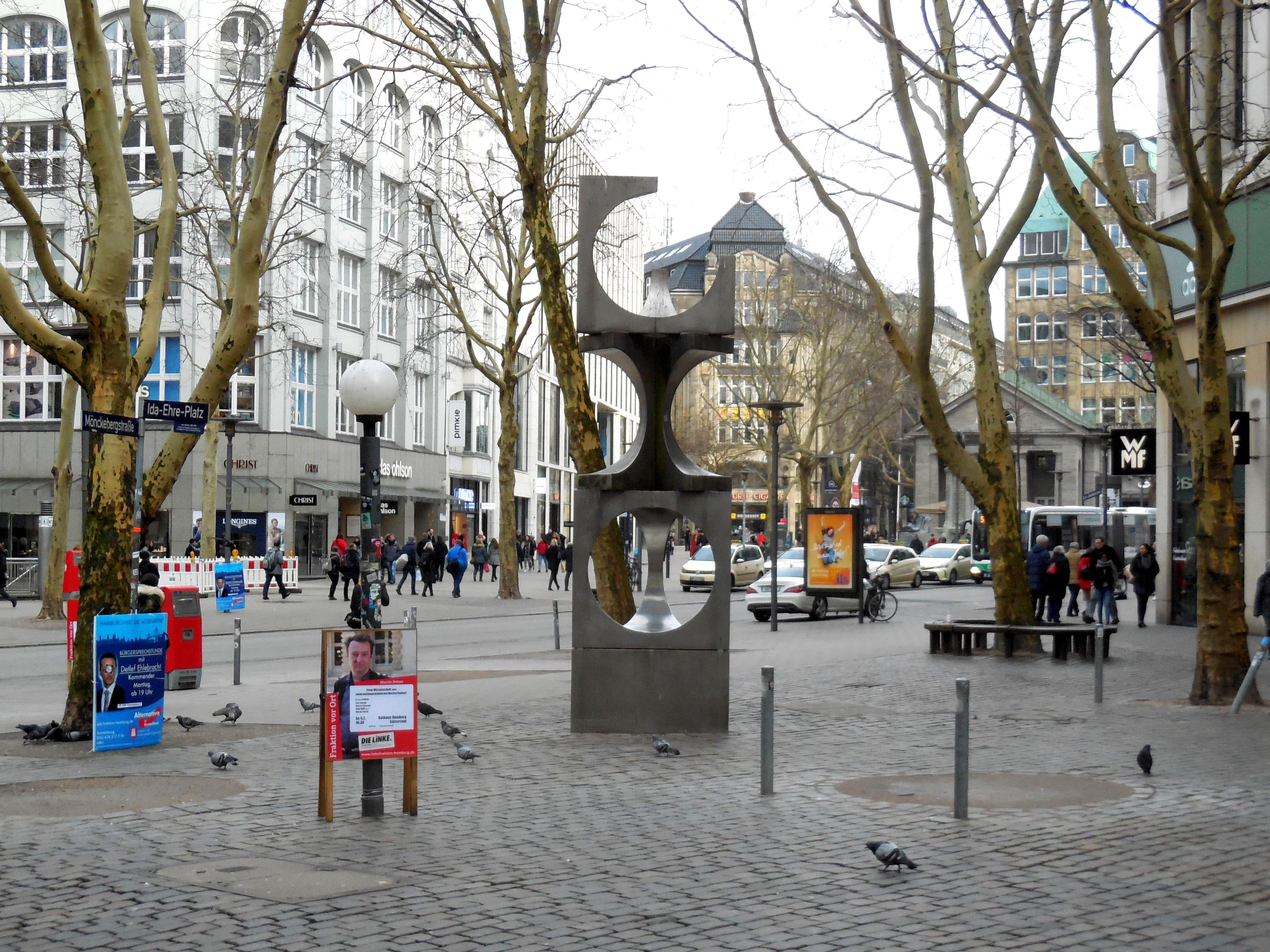
Blick in Richtung Ost